# Putte (grensdorp)

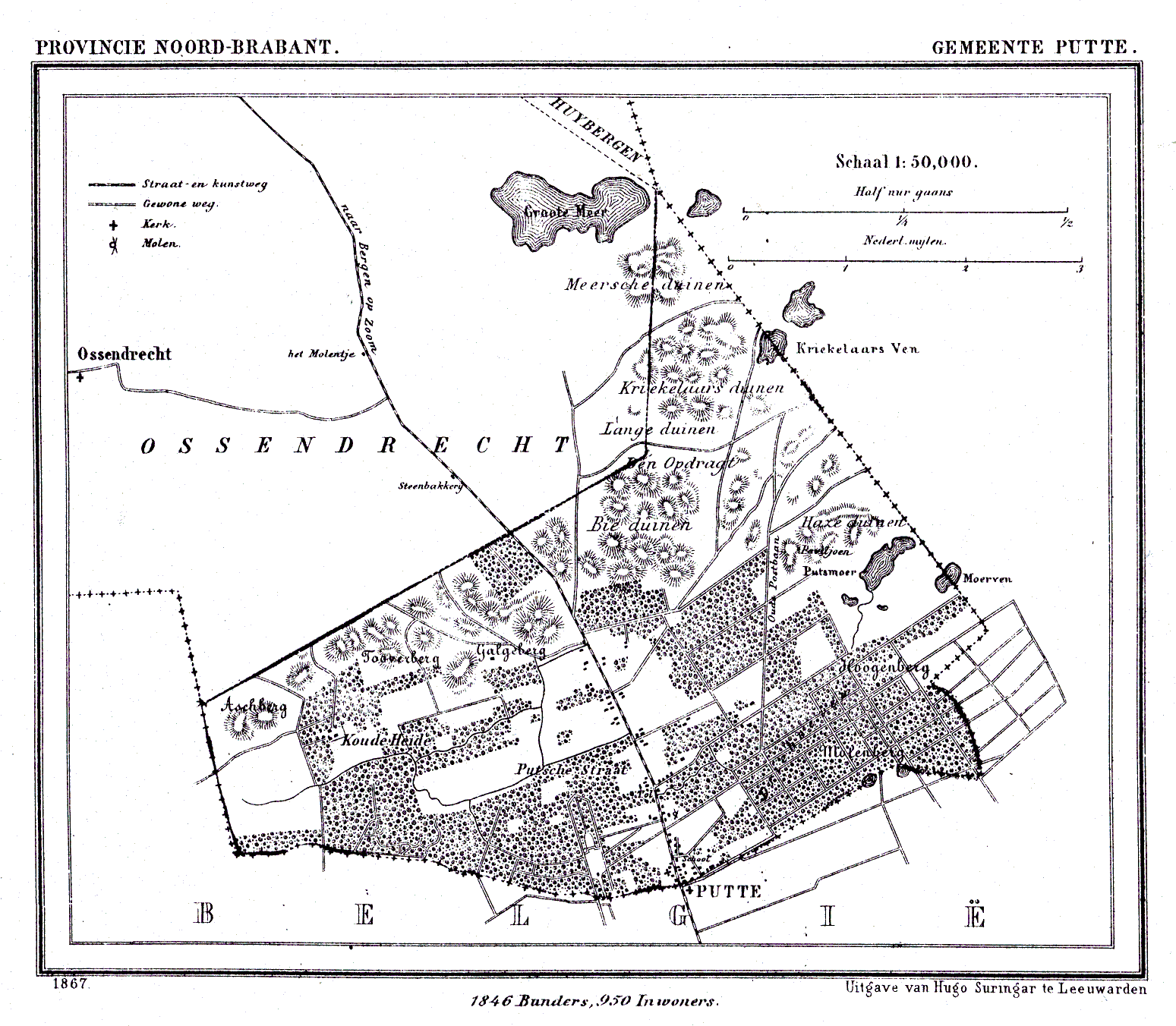
Het Nederlandse deel van Putte in 1867

Putte is een Kempens grensdorp, dat voor een deel in de Nederlandse gemeente Woensdrecht (provincie Noord-Brabant) ligt, en voor een deel in de Belgische gemeenten Stabroek en Kapellen (provincie Antwerpen). Het dorp ligt daarmee in twee landen en drie gemeenten.

## Geografie

### Kernen

#### Putte (Woensdrecht)
Het Woensdrechtse deel van Putte telt 3.845 inwoners (1 januari 2023). Tot 1 januari 1997 vormde Putte een zelfstandige gemeente, na deze datum ging ze op in de gemeente Woensdrecht.

#### Putte-Kapellen
Aan de Belgische kant is het Kapelse deel van Putte het grootste.
Dit deel grenst aan het Woensdrechtse deel; hier liggen ook de dorpsschool en de Chiroterreinen. Precies op de staatsgrens loopt de Grensstraat, waarin de huizen aan de ene kant in Nederland en aan de andere kant in België liggen. In oostelijke richting splitst de Grensstraat zich in tweeën, waarbij beide delen de naam Grensstraat dragen. De staatsgrens loopt daarbij langs de zuidzijde van de noordelijke afsplitsing.
Het aantal inwoners in Putte-Kapellen bedroeg op 1 januari 2007 3.464.

#### Putte-Stabroek
Het Stabroekse deel van Putte is het kleinste deel en bestaat hoofdzakelijk uit woningen, park en bos. De grens wordt gevormd door een straat die aan Nederlandse zijde Canadalaan heet, en aan Belgische zijde A.C. Swinnestraat. Bij het Stabroekse deel bevindt zich Kasteel Ravenhof, waarvan het park verderloopt op Nederlands grondgebied en overgaat in het Moretusbos. In 2008 telde het Stabroekse gedeelte van Putte 2.431 inwoners.

## Bezienswaardigheden
- In het bosrijke Putte bevindt zich het grafmonument van de Vlaamse barokschilder Jacob Jordaens, die daar in 1678 werd begraven.
- Er zijn drie Joodse begraafplaatsen in het Nederlandse deel van Putte (gemeente Woensdrecht), waar vooral veel Joden uit België liggen begraven.

## Natuur
De landgoederen Groote Meer en Bieduinen zijn particulier eigendom. Ze zijn in de 19e eeuw aangeplant voor de houtwinning en om stuifzand vast te houden. Ze grenzen aan de Kalmthoutse Heide en het aangrenzend Belgisch landschap. De Ossendrechtse Heide is eigendom van Staatsbosbeheer.

## Sport

### Evenementen
Elk jaar wordt te Putte-Kapellen de laatste Belgische wielerwedstrijd van het seizoen verreden, namelijk de Nationale Sluitingsprijs.

## Bekende Puttenaars
- Petrus Joannes Gabriels, burgemeester
- Cathérine Jacques, judoka
- Adrie van der Poel (1959), Nederlands wielrenner
- Willem Smolders, klokkenbouwer
- Jan Janssen, Nederlands wielrenner

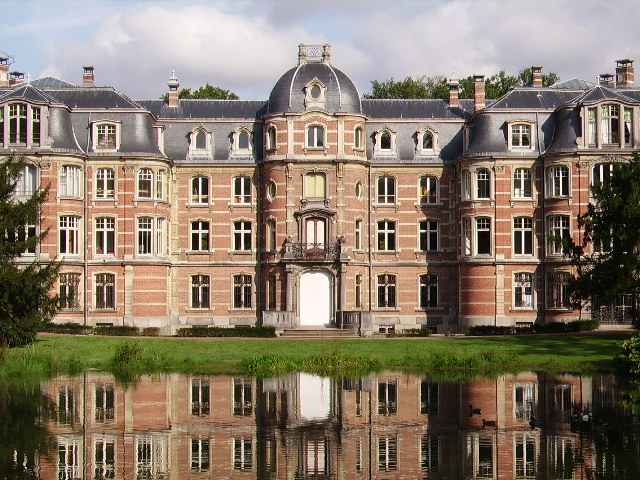
Kasteel Ravenhof

Dorpen en gehuchten: Calfven · Hoogerheide · Huijbergen · Ossendrecht · Putte · Woensdrecht

Buurtschappen: Aanwas · Eiland · Hageland · Hondseind · Korteven · Leemberg · 't Marktje · Oude Stee · Overberg · Plaatsluis · Schoelieberg · Zandfort

Noord-Brabant: Steden en dorpen      Nederland: Provincies · Gemeenten